# Stiftbleiche

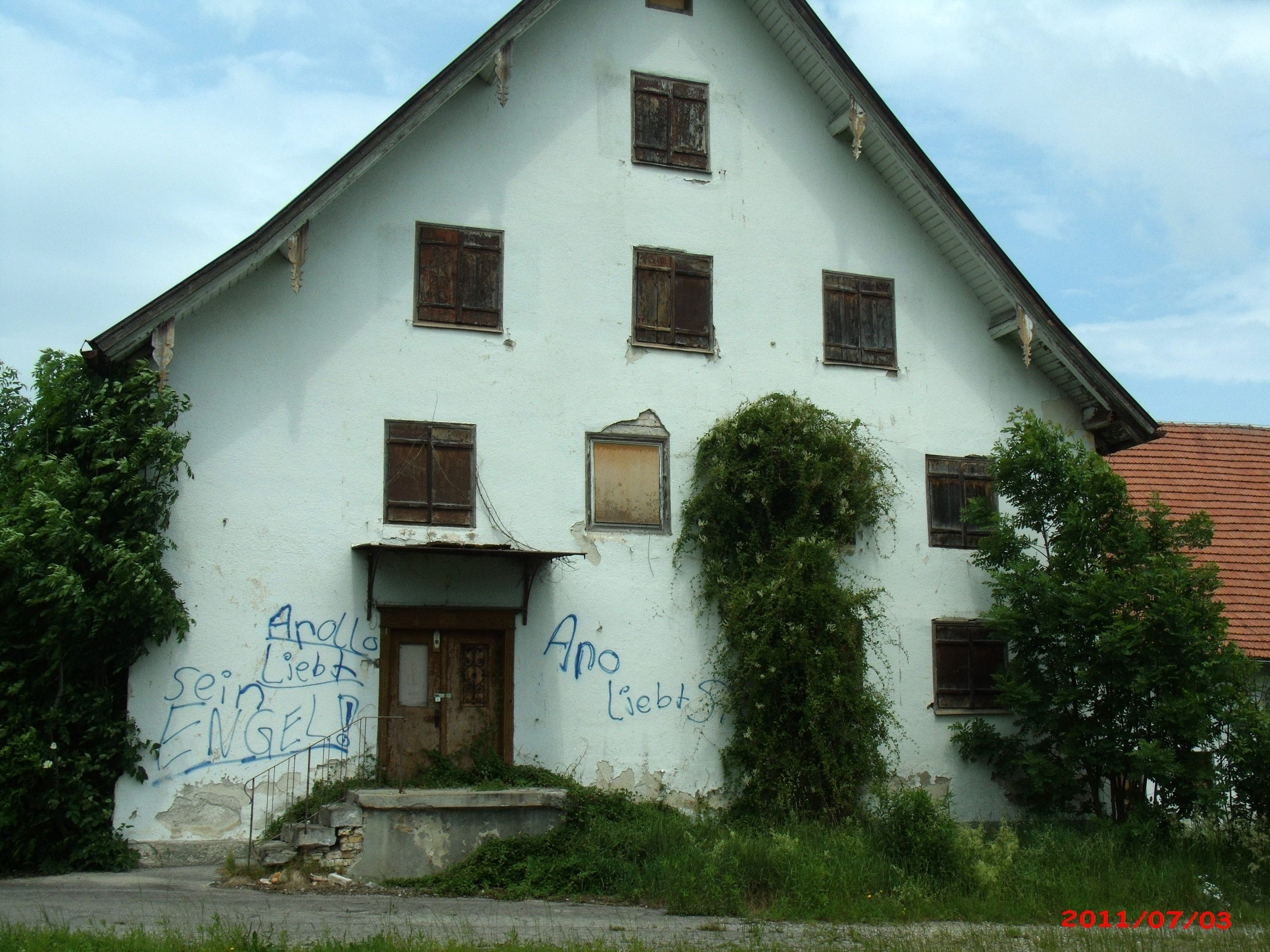
Die westliche Giebelseite ist graffitibeschmiert

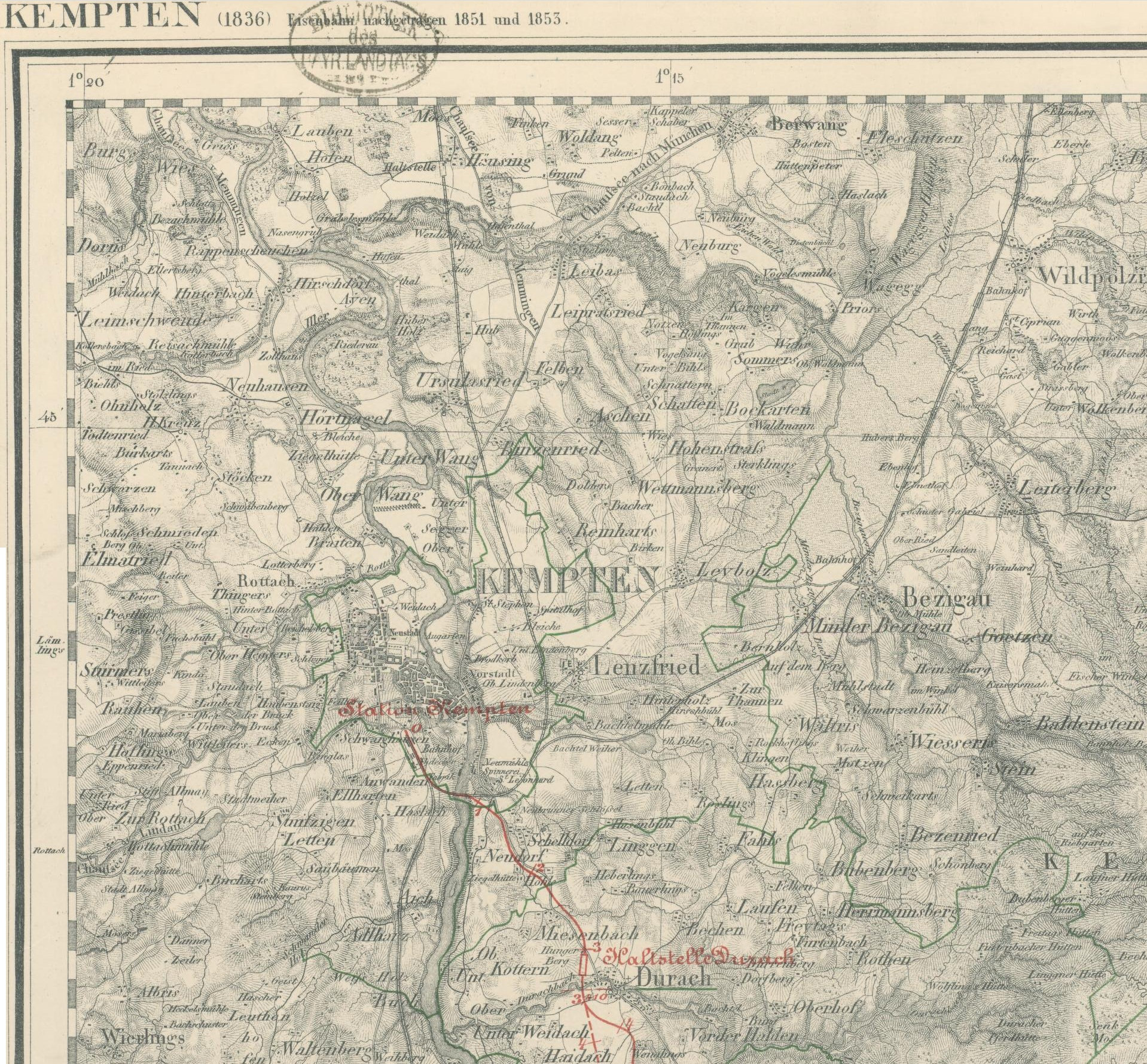
Auf der Karte von 1853 wird die Stiftsbleiche nur Bleiche genannt, ebenso wie die Bleiche innerhalb der ehemaligen Reichsstadt aber rechts der Iller

Die Stiftsbleiche (amtlicher Ortsteilname Stiftbleiche) ist ein Bauwerk, welches in der Liste der Baudenkmäler von Kempten im Allgäu aufgenommen ist.  Das Gehöft gehörte früher dem Fürststift Kempten und diente als Bleiche sowie Leinwandschauhaus. Die Stiftsbleiche ist ein massives Giebelgebäude mit verputztem Fachwerk. Der Hauptbau stammt aus dem 18. Jahrhundert und wurde um einen angeschlossenen Wirtschaftstrakt im 19. Jahrhundert erweitert. Die Stiftsbleiche ist namensgebend für das dortige Gewerbegebiet, unter anderem ist dort der Logistiker Dachser ein Nachbar von der Stiftsbleiche.
Die ehemalige Reichsstadt Kempten hatte ihre eigene Bleiche, die rechts der Iller nahe der Grenze der früheren Gemeinde Sankt Mang bei Lenzfried lag. Zur Unterscheidung wurde die Bleiche der Stiftsstadt Stiftsbleiche genannt.

## Geschichte
Zurück geht die Einrichtung eines Gewandhauses auf den Fürstabt Rupert von Bodman. Der Bleichermeister Josef Prestel erwarb nach der Säkularisation im Jahr 1804 die sogenannte „Blaich am Wang“. Dessen Nachkommen lebten bis 1981 in dem Bauwerk. Das Erdgeschoss war früher durchflossen von einem Kanal, welcher den Namen „die Walke“ trug. Tücher wurden dort in heißem Wasser gesiedet. Das Bleichen an sich fand auf freiem Feld statt. Vom Kanal führten Gräben in die Wiesen, dazwischen waren Tücher ausgebreitet, welche mit Wasser benetzt wurden. Das Ende der Bleiche kam um 1880, als die Baumwolle das Leinen aus dem bisher „blauen“ Allgäu vertrieben hat. Mitte des 19. Jahrhunderts gestaltete man die Bleiche in eine Landwirtschaft um. 1985 veräußerte der bisherige Eigentümer das Haus an die Stadt Kempten, die es daraufhin beseitigen wollte, um dort Platz für weiteres Gewerbe zu schaffen. Im Jahr 1989 kam es aber daraufhin zum Eintrag in die bayerische Denkmalliste als „stattlicher Bau in einer für das 18. Jahrhundert typischen Bauweise mit einem barocken Dachstuhl“. Seither verfällt das Gebäude. Im Sommer 2012 kam es zu Überlegungen, im Haus eine Kita unterzubringen.
In einer Häuserstatistik um 1800 ist der frühere Ortsteil als Bleiche aufgeführt, mit zwei Bauerngütern, die zusammen eine Fläche von 82,80 Tagewerk (28,21 Hektar) aufwiesen. Die Bleiche war Teil der Hauptmannschaft (einer örtlichen Untergliederung des Pflegamts Kempten im Fürststift) Neuhausen.
Zur Volkszählung 1961 war die Stiftsbleiche noch ein Weiler mit 33 Einwohnern in sechs Wohngebäuden. 1970 hatte der Weiler noch 19 Einwohner nachgewiesen, 1987 ist sie als unbewohnter Gemeindeteil ohne Typisierung eingetragen.